# Artes en Estados Unidos
Las bellas artes en Estados Unidos se desarrollaron bajo condiciones muy diferentes a aquellas que se presentaron en muchas otras naciones. Estados Unidos se formó a partir de un grupo de colonias; sus fundadores provenían de diversos lugares con diferentes costumbres y tradiciones. Estas, idóneas para las necesidades de la sociedad en sus países de origen, tuvieron que adaptarse a la vida en un ambiente extraño y adverso. Una cultura propiamente estadounidense, fundada en estas tradiciones modificadas desde lejanas regiones, aunque diferente de ellas, creció y se desenvolvió solo después de convertirse Estados Unidos en una nación independiente.

## La evolución de las artes
Si bien el ideal de evolución artística de Adams pudo realizarse solo de manera aproximada, de hecho en Estados Unidos se ha desarrollado una robusta tradición de creatividad en el arte y la música. Su crecimiento a lo largo de los años se ha caracterizado por la pugna entre dos grandes fuerzas de inspiración: la creatividad local, en ocasiones primitiva, y el refinamiento europeo. En general, los mejores artistas han sido aquellos que han sabido combinar ambas fuerzas para crear sus propias formas originales.
Sin embargo, así como no hay un solo grupo característico étnico o cultural, tampoco se puede reconocer un estilo peculiar estadounidense en las artes. Existe, más bien, una mezcla de muchos estilos que reflejan la realidad de la sociedad. Incluso algunas generalizaciones que intentan definir lo estadounidense en el arte han sido reveladoras. Convencionalmente, el arte ha sido producido y disfrutado con un mínimo de apoyo o control directo del gobierno. En realidad, una de las cualidades que ha distinguido a la cultura ha sido su incapacidad para esperar apoyo financiero por parte del gobierno. Para sobrevivir y crecer, museos, galerías de arte, orquestas sinfónicas, sociedades de música de cámara y teatros, han tenido que depender de benefactores particulares, donaciones universitarias y venta de boletas, como sus medios principales pare obtener recursos. Sin la seguridad de los subsidios gubernamentales, que por costumbre el arte de otros países goza, en Estados Unidos las artes siempre han estado vinculadas al comercio.
No obstante, es esta misma unión la que ha contribuido a despertar el ingenio y la experimentación cultural. Tal vez estos rasgos puedan verse mejor en el desarrollo y la creatividad de la industria del cine y en la influencia mundial de la música popular. También se reflejan en el incremento de teatros regionales y compañías de ballet, galerías que exhiben el trabajo de artistas locales, y el firme crecimiento de orquestas sinfónicas menos famosas a través de todo el país. La cultura en Estados Unidos parece haber florecido precisamente debido a su independencia respecto al control gubernamental y sus subsidios.
Las artes en Estados Unidos han crecido velozmente, especialmente durante los últimos 30 años. Una tendencia importante ha sido el crecimiento de las universidades en su papel de centros para la creación y la representación artísticas. Con objeto de satisfacer la creciente demanda de adiestramiento que requieren los estudiantes, éstas han incluido en su personal compositores, músicos, pintores y otros artistas. Además, las universidades han desplegado actividades culturales fuera de sus centros acostumbrados, como Nueva York y Chicago hacia otras ciudades y regiones por todo el país.
Una mayor preparación en las artes ha aumentado el número de artistas aficionados serios. Alrededor de 53 millones de ciudadanos tocan algún instrumento musical. Otros 50 millones pintan o dibujan en su tiempo de descanso. Y las cifras de escritores, poetas, fotógrafos y bailarines aficionados son similares. Cifras del año 2008 según las fuentes utilizadas para este artículo.
Otro desarrollo significativo, en contraste con las prácticas anteriores, ha sido una cautelosa pero creciente participación de los gobiernos federal y estatal en el apoyo a las artes, particularmente al disponer subvenciones para las instituciones culturales. El gasto de la Fundación Nacional para las Artes, una agencia gubernamental creada en 1965, superó en 1993 los US$159 millones. A esto se suman las aportaciones de las agencias de gobierno estatales para las artes. No obstante, toda esta subvención oficial sigue siendo pequeña si se la compara con las aportaciones privadas para las artes. Pero también debe recordarse que un porcentaje de tales aportaciones son deducibles de impuestos a las personas físicas. De esta forma, el gobierno proporciona gran ayuda a las artes sin comprometer la tradicional independencia de éstas respecto al control gubernamental y el respaldo directo de fuentes privadas.
La subvención pública para las artes nunca ha sido mayor. En una reciente encuesta de opinión pública se encontró que alrededor del 90% de los ciudadanos creen que las artes "hacen de la comunidad un mejor lugar", mejoran la calidad de la vida, y son un recurso importante para los "negocios y la economía" de sus comunidades. Estos números demuestran que las artes no pertenecen a una élite, sino que se hallan sólidamente en el espíritu de la vida en Estados Unidos.